# VW eT!
Der VW eT! ist ein Konzeptfahrzeug mit Elektroantrieb des deutschen Herstellers Volkswagen. Im November 2011 wurde der fahrfähige Wagen in Potsdam erstmals der Presse und im April 2012 auf der Hannover-Messe in Hannover einer breiten Öffentlichkeit vorgestellt. Das Fahrzeug soll nach Angaben des Herstellers das derzeit machbare Technologieniveau für leichte Elektro-Nutzfahrzeuge zeigen. Die Inanspruchnahme staatlicher Subventionen für das Projekt durch die Volkswagen AG wird in der Presse zum Teil kritisiert.

## Entwicklung
In den Jahren 2010 und 2011 wurde von der deutschen Bundesregierung das Projekt Erprobung nutzfahrzeugspezifischer E-Mobilität (Kurzname: EmiL) gefördert.
Neben der Volkswagen AG traten die Deutsche Post DHL sowie die Hochschule für Bildende Künste Braunschweig als Projektpartner auf. Wesentliches Ziel war die Erforschung und Erprobung eines alltagstauglichen Nutzfahrzeugmodells, das die besonderen Bedürfnisse gewerblicher Nutzer im innerstädtischen Verteilerverkehr berücksichtigt. Zugleich sollten innovative Antriebstechnologien sowie neu konzipierte Fahrkarosserien erprobt werden.
Zu Beginn des Projekts wurden zunächst zehn Modelle des Kastenwagens VW Caddy (2K) auf Elektroantriebe umgerüstet und drei Monate im Verteilerverkehr der Deutschen Post in Potsdam und in der Gemeinde Stahnsdorf (Brandenburg) erprobt. Die dabei gewonnenen Erfahrungen wurden zur Konzeption und zum Bau eines völlig neuen Fahrzeuges genutzt, das neben neuartigen technischen Komponenten auch Verbesserungen der Abläufe im Lieferdienst aufweist.

## Technik

### Türsysteme

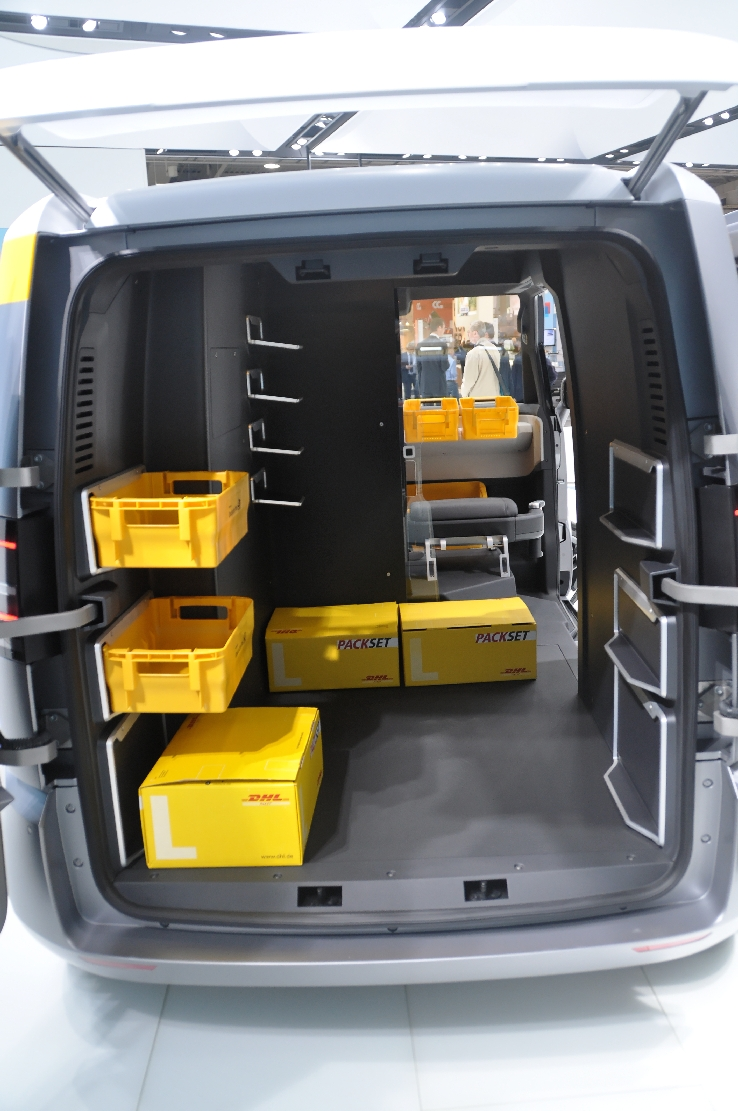
Heckansicht des Volkswagen eT! mit geöffneten Flügeltüren und ausgefahrenem Zusatzdach

Der eT! ist ein dreitüriges Konzeptfahrzeug. Neben einer klassischen Anschlagtür auf der Fahrerseite befindet sich eine automatische Schiebetür auf der Beifahrerseite. Diese Tür öffnet sich in zwei Stufen, wobei die erste Stufe nach drei Sekunden den Zugang von außen zum Beifahrerraum freigibt. Die zweite Stufe öffnet die Schiebetür vollständig und ermöglicht den Zugang zum hinteren Laderaum. Das Öffnen der Schiebetür erfolgt entweder über einen am Fahrzeug montierten Schalter oder über eine Fernbedienung, die mit einem Apple iPhone gesteuert wird.
Am Heck befindet sich eine zweiteilige Flügeltür, die über einen im hinteren VW-Symbol eingebauten Griff geöffnet wird. Um den sich bei Regen und Schneefall ergebenden Nachteil von Flügeltüren gegenüber Heckklappen auszugleichen, ist im oberen Heckbereich ein ausfahrbares Zusatzdach eingebaut, welches Mensch und Ladung bei schlechter Witterung schützt. Das Ausfahren dieses Daches kann mit einer einfachen Fußbewegung unterhalb der Stoßstange (virtuelles Pedal) oder auch mit dem iPhone ausgelöst werden.

### Joysticklenkung
Um sehr kurze Fahrwege auch ohne zeitaufwendiges, wiederholtes Ein- und Aussteigen auf der Fahrerseite zu ermöglichen, ist auf der Beifahrerseite eine zusätzliche Joysticklenkung angebracht, die sich schnell von der Gehwegseite erreichen lässt. Mit diesem heute bei Elektrorollstühlen und Baumaschinen üblichen Steuergerät kann der Fahrer den eT! lenken, bremsen und bis zu einer Geschwindigkeit von sechs Kilometer pro Stunde (Schritttempo) stehend von der Beifahrerseite aus fahren.

### Teilautonomes Fahrzeug
Der eT! ist ein teilautomatisch fahrender Wagen. Ist der Fahrer bereits ein Stück vorgelaufen und noch mit der Waren- oder Briefverteilung beschäftigt, kann er das Fahrzeug mit dem iPhone starten und autonom mit Schrittgeschwindigkeit zu sich nachfahren lassen. Diese beim eT! unter dem Namen Come to me laufende Technik soll den Arbeitsalltag des Fahrers beschleunigen und erleichtern. Autonome Fahrzeuge gelten nach Angaben der Volkswagen AG als sicher; sie verweist dabei auf die im Jahr 2005 erzielten Erfolge des vollautonom fahrenden Volkswagen Touareg Stanley bei dem von der US-amerikanischen Militärbehörde Defense Advanced Research Projects Agency initiierten Wettbewerb DARPA Grand Challenge.
Bestandteil der teilautonomen Technik ist eine Kamera im Bereich des Innenspiegels. Diese erkennt die vor dem Fahrzeug liegende Straße einschließlich des Straßenrandes und leitet die Information an einen Verarbeitungsrechner weiter. Das System erkennt Fahrbahnmarkierungen und unterschiedliche Oberflächen wie Bürgersteige und Grasnarbe. Voraussetzung ist, dass die zu erkennenden Muster zuvor eingelesen wurden. Auch Hindernisse, wie auf die Straße gestellte Mülltonnen werden erkannt und vom Fahrzeug autonom umfahren. Aus Sicherheitsgründen werden Gegenstände, die mehr als einen Meter in den Fahrbahnraum ragen, nicht mehr umfahren. In diesen Fällen hält das Fahrzeug an. Dies gilt auch, wenn das System eine vor ihm liegende Kreuzung erkennt.
Das Fahrzeug ist mit sechs Transceivern ausgestattet. Diese halten über eine WLAN-basierte Ortung eine ständige Verbindung mit einem im iPhone eingebauten, weiteren Transceiver aufrecht; der Zusteller trägt dieses iPhone während der gesamten Arbeitszeit am Arm. Dieses unabhängig von GPS oder GSM-Signalen arbeitende System berechnet permanent den Standort des Zustellers, so dass das Fahrzeug diesem autonom folgen kann. Der eT! fährt somit zeitgleich neben dem sich auf dem Gehsteig bewegenden Mitarbeiter. Das Unternehmen nennt diese Technik Follow me.
Im Forschungsprojekt wurden die durch diese Techniken möglich gewordenen Zeitersparnisse berechnet. Im Ergebnis kann danach die für die Arbeitsleistung benötigte Zeit pro Zustellbezirk und Arbeitnehmer um rund 40 Minuten pro Tag verkürzt werden.

### Vernetzung über iPad
Vor Fahrtbeginn erhält der Zusteller auf dem Betriebshof ein vorprogrammiertes iPad, das in eine entsprechende Halterung im Bereich der Mittelkonsole eingesteckt wird. Dieses liefert genaue Informationen über die zu fahrende Zustellroute. Bereits bei Annäherung an eine Lieferadresse erscheinen die genaue Anschrift, der optimale Halteplatz und die Art der Sendung (Brief, Einschreiben, Päckchen). Bei Paketen über 20 Kilogramm liefert das iPad einen Hinweis, für die Auslieferung die mitgeführte Sackkarre zu nutzen. Darüber hinaus informiert es über jene Fahrtabschnitte, die für die Nutzung der Joysticklenkung und der Follow me-Funktion geeignet sind.

### Fahrwerktechnik
Das Fahrzeug ist mit zwei Radnaben-Elektromotoren an der Hinterachse und je Motor mit einer Kommutierelektronik ausgerüstet. Durch den hiermit verbundenen Verzicht auf eine zentrale Motoreinheit, Schaltgetriebe, Kardanwelle, Auspuffanlage und Antriebsstrang (bzw. mechanische Verbindung) konnte ein sehr tiefer Ladeboden erreicht worden. Mit dem E-Antrieb ist eine Dauerleistung von 35 kW und eine Peak-Leistung von 48 kW (10s) zu erreichen. Hiermit schafft der eT! eine bauartbedingte Höchstgeschwindigkeit von 140 km/h. Aus bei Konzeptfahrzeugen üblichen Sicherheitsgründen wurde die Höchstgeschwindigkeit des ohnehin für den Stadtverkehr vorgesehenen Fahrzeuges jedoch auf 62 km/h begrenzt (In Deutschland dürfen Autobahnen nur von Kraftfahrzeugen benutzt werden, deren Höchstgeschwindigkeit mehr als 60 km/h beträgt (§ 18 Straßenverkehrs-Ordnung (StVO))). Als Herausforderung erweist sich die Steigfähigkeit des eT!, die mit 12 % für das Erprobungsgebiet völlig ausreichend war, bei bergigen Orten jedoch durch andere Elektro-Motoren verbessert werden kann.

## Ähnlichkeit mit VW Fridolin

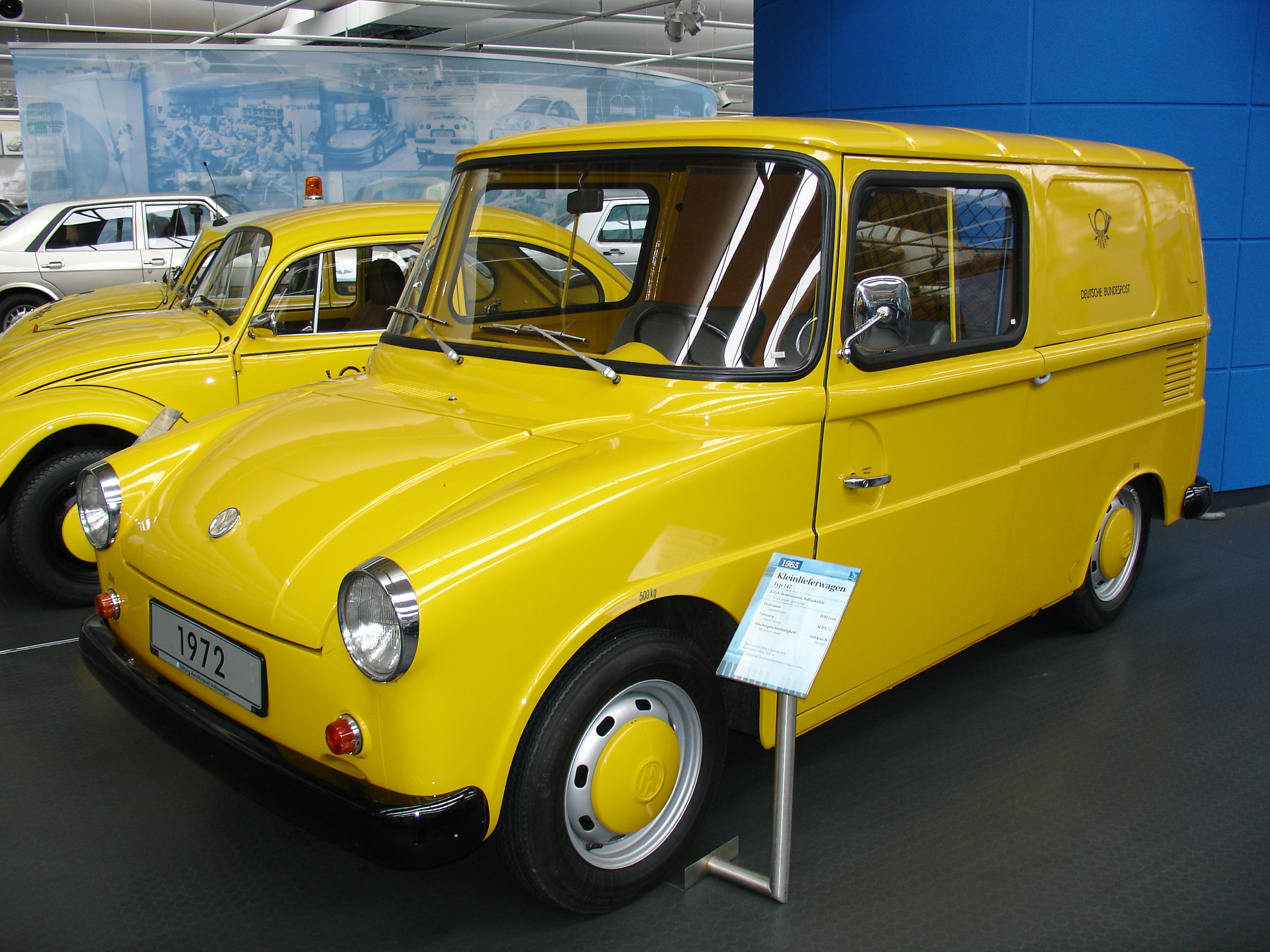
Volkswagen Fridolin aus dem Jahre 1972 im Automuseum Volkswagen Wolfsburg

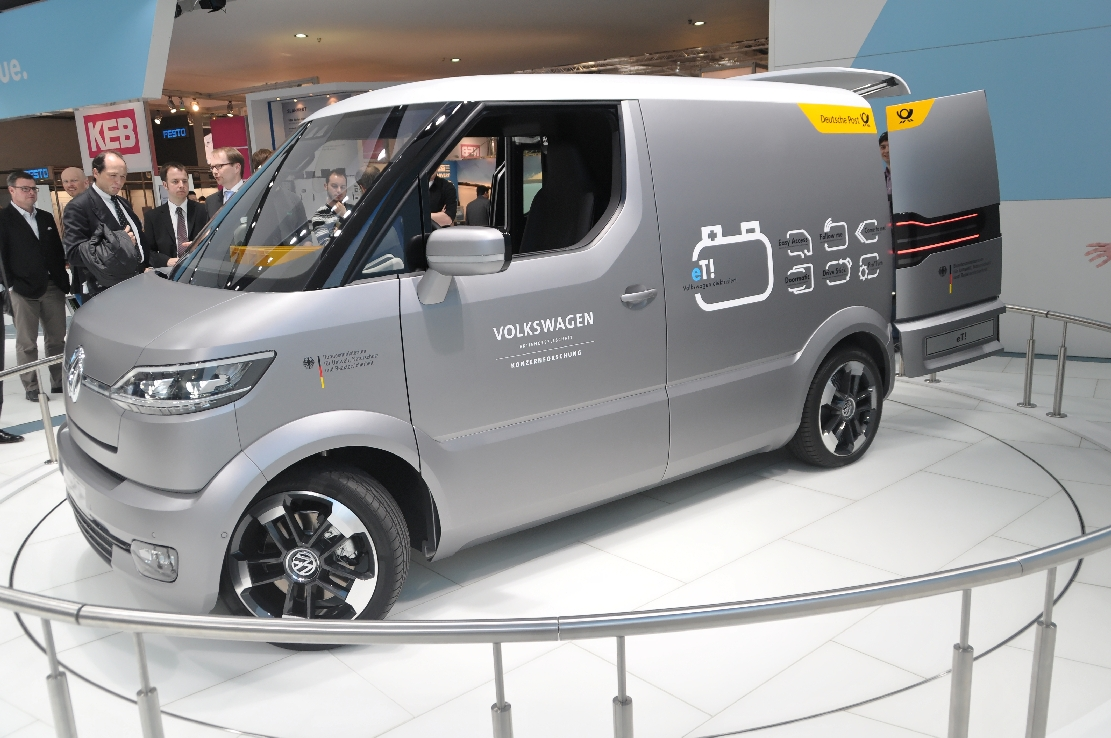
Volkswagen eT! im September 2012 auf der Internationalen Automobil-Ausstellung Hannover

Schon bald nach der Präsentation wurde in der Fachpresse die Ähnlichkeit des Volkswagen eT! mit dem zwischen 1964 und 1974 produzierten Volkswagen Fridolin thematisiert. Gemeinsamkeit beider Fahrzeuge besteht hinsichtlich der gleichen Länge, dem ähnlichen äußeren Erscheinungsbild, dem zusätzlichen kleinen Ladevolumen neben dem Fahrersitz sowie der Schiebetür zur Gehwegseite.
Im Gegensatz zum eT! hatte der Fridolin auch eine Schiebetür auf der Fahrerseite, was den Anforderungen der damaligen Deutschen Bundespost an die Sicherheit des Fahrers beim Ausstieg zur Straßenseite und den engen Parkmöglichkeiten im Innenstadtbereich geschuldet war. Die Ähnlichkeit beider Fahrzeuge wird vom Unternehmen nicht kommuniziert.

## Finanzierung und Laufzeit des Projekts
Im Rahmen des Konjunkturpaketes II wurde von der Bundesregierung ab 2009 eine Reihe von Förderprogrammen gestartet, um die Auswirkungen der Finanzkrise zu mildern. Im Bereich Forschungsförderung Elektromobilität erhielt die Volkswagen AG einen Förderbetrag in Höhe von 9.913.795 Euro für das Projekt Erprobung nutzfahrzeugspezifischer E-Mobilität – EmiL. Da die öffentliche Förderung nur einen Teil der Kosten des Gesamtprojekts abdeckt, sind Eigenmittel in nicht bekannter Höhe eingebracht worden. Die Laufzeit des Vorhabens war vom 1. Juni 2010 bis 30. September 2011 vorgesehen. Obwohl sie damit – im Vergleich mit anderen Neuentwicklungen – sehr knapp bemessen war, konnte sie durch Bereitstellung größerer Kapazitäten in der Endphase, vor allem in der Design-Abteilung, weitgehend eingehalten werden.

## Kritik
In der Presse wird teilweise kritisiert, dass die Volkswagen AG staatliche Fördermittel in Anspruch nahm. Danach hat das Unternehmen, das sowohl den höchsten Umsatz als auch den größten operativen Gewinn aller Automobilkonzerne der Welt aufweist, die Unterstützung aus Steuermitteln gar nicht nötig. Bedauert wird auch, dass die subventionierte Entwicklung des Konzeptfahrzeuges nicht in eine Serienfertigung münden soll.